# 芦原橋 (笹目川)

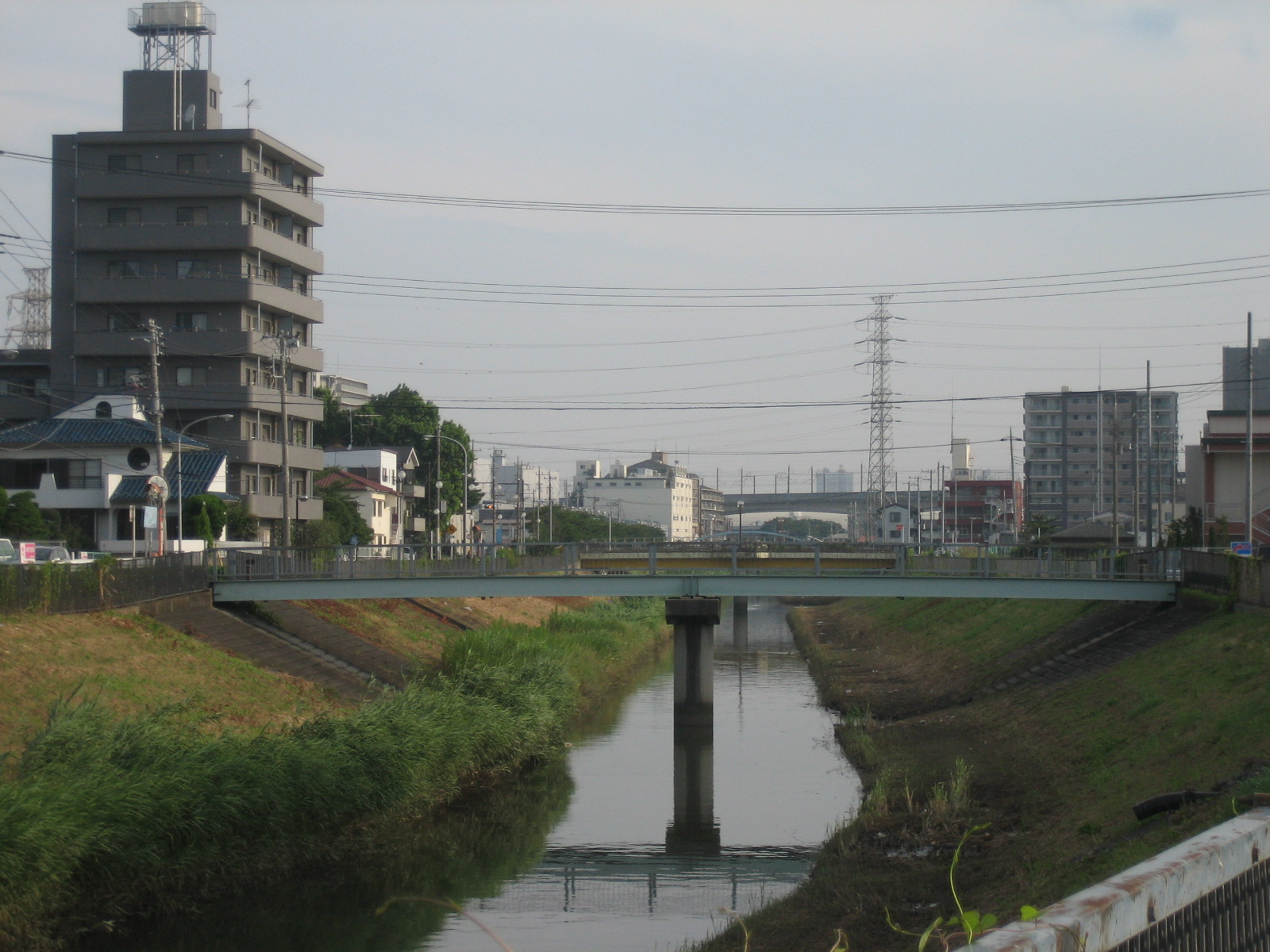
橋の全景（2007年8月4日撮影）

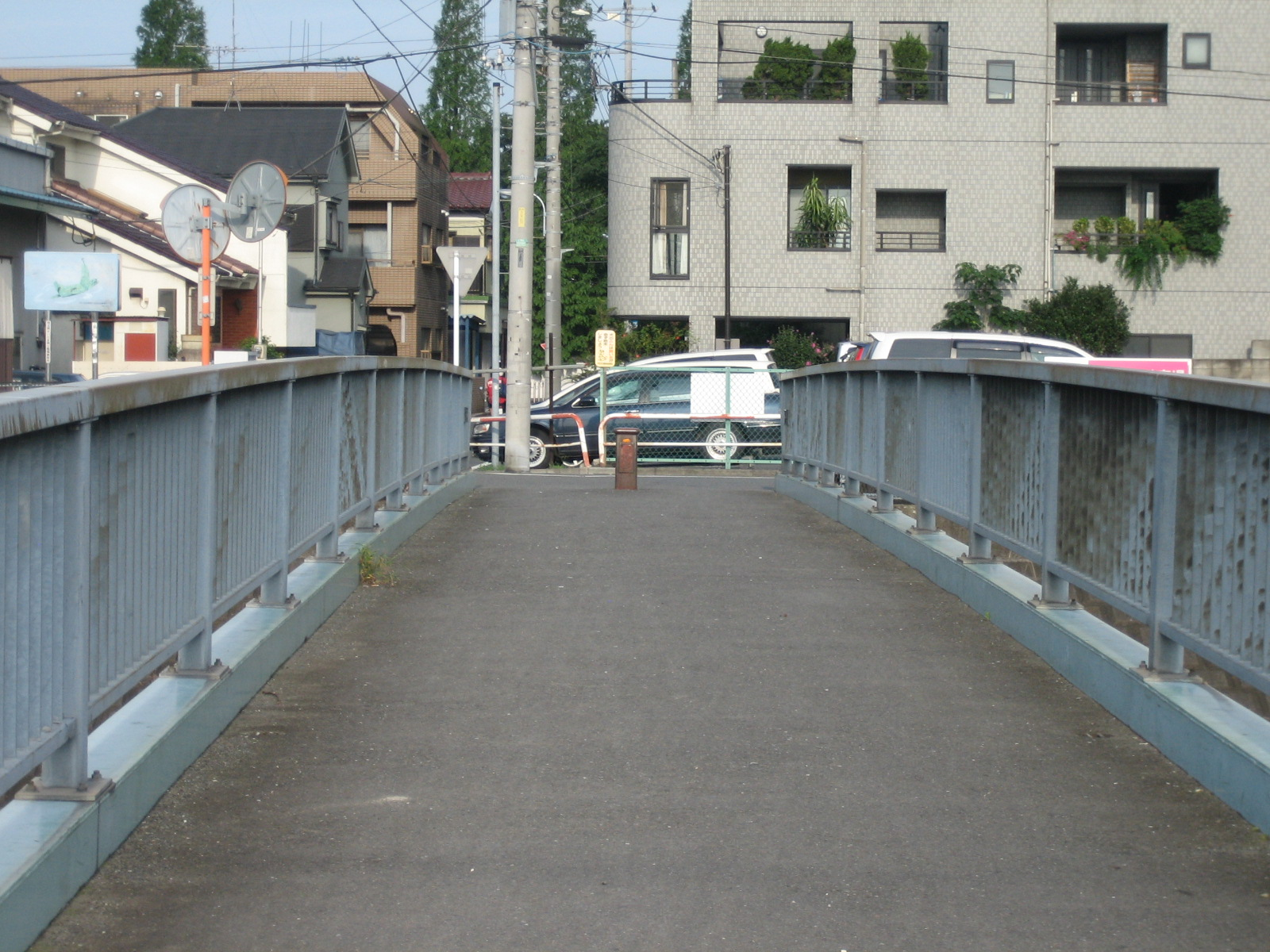
歩道専門の橋（2007年8月4日撮影）

芦原橋（あしはらはし）は、埼玉県戸田市の笹目川にかかる橋の一つである。

## 概要
- 笹目川にかかる橋で、北（さいたま市方面）から14番目（北戸田駅にかかる埼京線と新幹線の橋も含めれば15番目）・南（東京都方面）から10番目の橋として位置している。
- 笹目川に架かる橋の中では群を抜いて小さい橋である。歩道のみの橋（歩道橋）で通行可能な車両はバイクと自転車のみである。

- 名前の由来は、昔のこの辺りの地区名「芦原」から。現在でも「新曽芦原」という地名が残っており、交差点の名前や国際興業バスのバス停名にも使われている。同じ地区を表す言葉として「吉原」もある。

## データ
竣工
1991年（平成3年）3月
橋長
30.35m
幅員
3.00m
歩道部
3.00m
形状
直橋

## 橋の周辺
住宅街が広がる。
この橋を東に渡りまっすぐ歩くと戸田市立図書館・戸田市立郷土博物館や戸田市スポーツセンターがある。

## 隣の橋
- 笹目川
谷口上橋 - 谷口橋 - 芦原橋 - 小堤橋 - 境橋